# Centaurea cineraria
Centaurea cineraria L. – gatunek rośliny z rodziny astrowatych (Compositae Gis.). Występuje naturalnie w Europie i na Kaukazie. Ponadto został naturalizowany w innych rejonach świata. 

## Rozmieszczenie geograficzne
Gatunek ten pochodzi z Europy Południowej, głównie z Włoch. Ponadto w Europie rośnie naturalnie między innymi w Finlandii, Szwecji, Norwegii, Danii, Wielkiej Brytanii, Holandii, Niemczech, Hiszpanii i Włoszech, natomiast na Kaukazie został zarejestrowany w Gruzji oraz Armenii. Został naturalizowany w Stanach Zjednoczonych (między innymi w Kalifornii, Kolorado i Alabamie), Australii i Nowej Zelandii. 
We Włoszech został zaobserwowany między innymi na Sycylii, w Kalabrii, Basilicacie, Kampanii oraz Lacjum. Występuje między innymi w Parku Narodowym Alta Murgia. We Francji zarejestrowano go tylko w departamencie Alpy Nadmorskie. 

## Morfologia

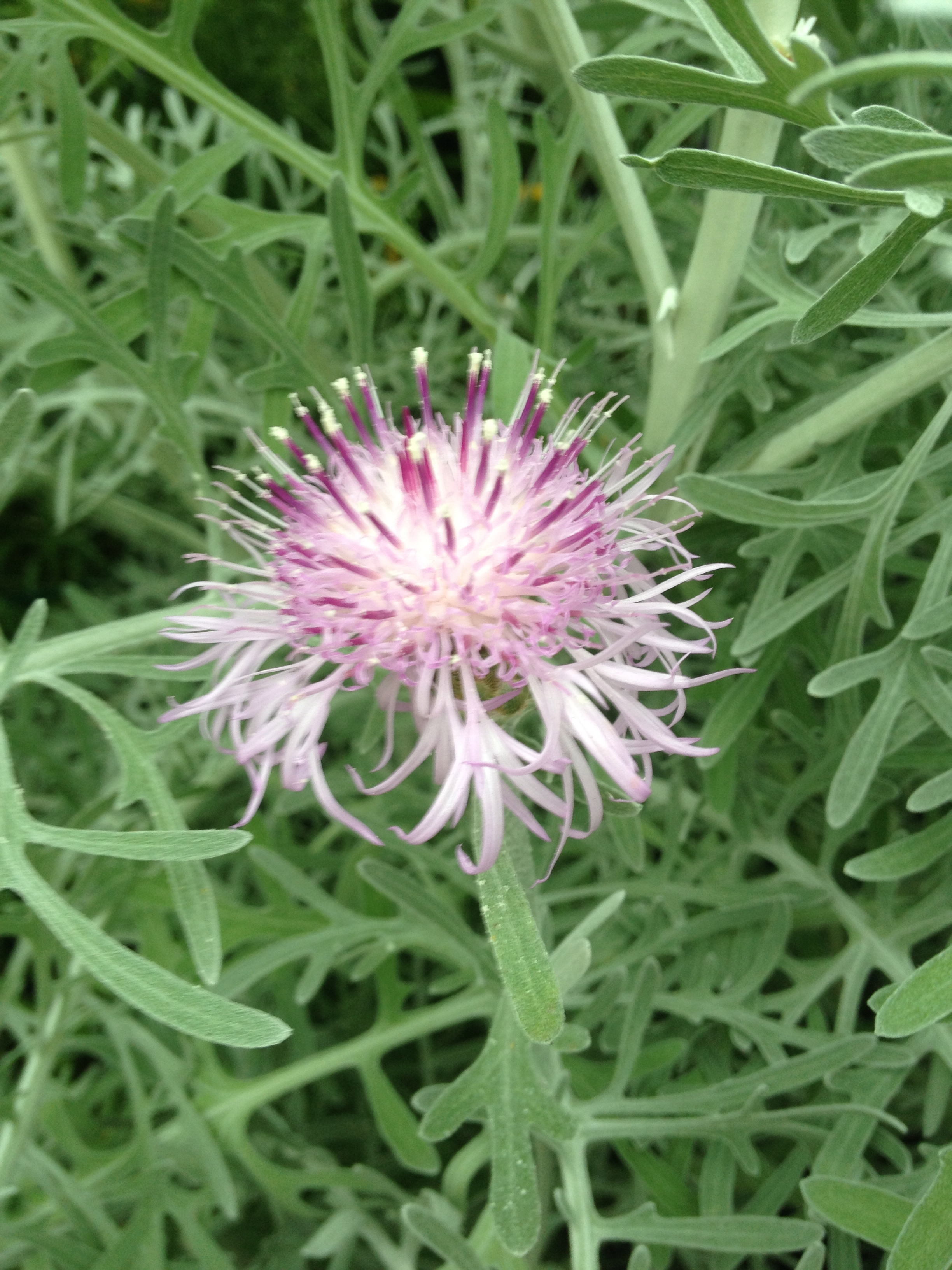
Kwiat

PokrójW cieplejszym klimacie rośnie jako zimozielona bylina, natomiast w chłodniejszych rejonach jako roślina jednoroczna. Dorasta do 15–30 cm wysokości i 22–30 cm szerokości.
LiścieNaprzemianległe, aksamitne. Mają srebrną lub szarą barwę. Są one bardzo zróżnicowane, w większości mają podłużny lub owalny kształt, często bardzo wcięte. Są owłosione zarówno na wierzchu jak i od spodu.
KwiatyNiepozorne. Mają różowofioletową, żółtą lub białą barwę.
OwoceNiełupki o szarej barwie i długości 5 mm.

## Biologia i ekologia
Dobrze rośnie w pełnym nasłonecznieniu lub w półcieniu. Gatunek ten jest tolerancyjny na suszę. Najlepiej rośnie na dobrze przepuszczalnym podłożu. Preferuje gleby o odczynie od kwaśnego do obojętnego – od 5,6 do 7,5 pH. Jest wrażliwy na mróz. Rośnie w strefach mrozoodporności od 7 do 11. Niektóre części rośliny są trujące. Kwitnie od maja do września, natomiast według innych źródeł od czerwca do sierpnia.

## Zastosowanie
Roślina ma zastosowanie jako roślina ozdobna – doniczkowa lub rabatowa. Wyhodowano między innymi Kultywar:
- C. cineraria 'Colchester White' – dorasta do 30–90 cm wysokości i 15–30 cm szerokości. Liście mają szarą lub srebrną barwę. Fioletowe kwiaty pojawiają się latem. Najlepiej rośnie w pełnym nasłonecznieniu[13].